# Grand Eyvia
La Grand Eyvia o Grand'Eyvia (pron. fr. AFI: [ɡʁɑ̃t‿evja]) è il torrente che solca la val di Cogne. È un affluente di destra della Dora Baltea.

## Toponimo
Il nome Grand Eyvia significa "grande acqua" in patois cognein.

## Descrizione
Il bacino del fiume misura 257,84 km2, presenta un'altitudine media di 2468 metri slm (compresa tra i 4061 m del Gran Paradiso e i 630 m alla confluenza con la Dora Baltea), ed è asimmetrico; il versante destro è ripido e solcato da brevi torrenti mentre il versante sinistro è solcato da torrenti più lunghi e con portate più regolari.
Contando i torrenti Urtier e Peradzà, la lunghezza totale è di 32 km.
All'imbocco della val di Cogne è scavalcato dal Ponte acquedotto di Pont d'Aël, di epoca romana.

## Percorso
Il torrente prende forma dalla confluenza di due torrenti: il torrente Urtier e il torrente Valnontey. Dopo la confluenza, esso è chiamato Grand Eyvia.
Nasce dal ghiacciaio di Peradzà, percorre un tratto lungo il vallon de l'Urtier fino all'alpe Chavanis, riceve le acque del torrente Bardoney nella località Pianes, e forma le cascate di Lillaz. A valle di Lillaz riceve il torrente Valeille, quindi il torrente Grauson a Moline e il torrente Valnontey a Crétaz. Passa a valle di Épinel fino al ponte di Laval, a seguito del quale riceve i torrenti Arpisson e Tradzo-des-Ors. Il suo percorso procede impetuoso, e tra gole altissime, massi imponenti e acque schiumose. Riceve i torrenti Lex, Ronc e Grand-Nomenon all'altezza di Vieyes, quindi passa sotto il ponte di Chevril e il Pont d'Aël, prima di raggiungere Aymavilles e di confluire nella Dora Baltea.

## Energia idroelettrica
Lungo il suo corso, il torrente è usato per produrre energia idroelettrica. Nel comune di Aymavilles si trova la centrale omonima che ne sfrutta le acque.

## Affluenti principali
La Grand Eyvia si forma dalla confluenza di numerosi torrenti che scendono dai valloni secondari della valle di Cogne. I principali affluenti sono:
- Torrente Grand Nomenon
- Torrente Ronc
- Torrente Tradzo
- Torrente des Ors
- Torrente Valnontey
- Torrente Urtier
- Torrente Grauson
- Torrente de Lussert
- Torrente Arpisson
- Torrente du mont Governaz

## Galleria d'immagini

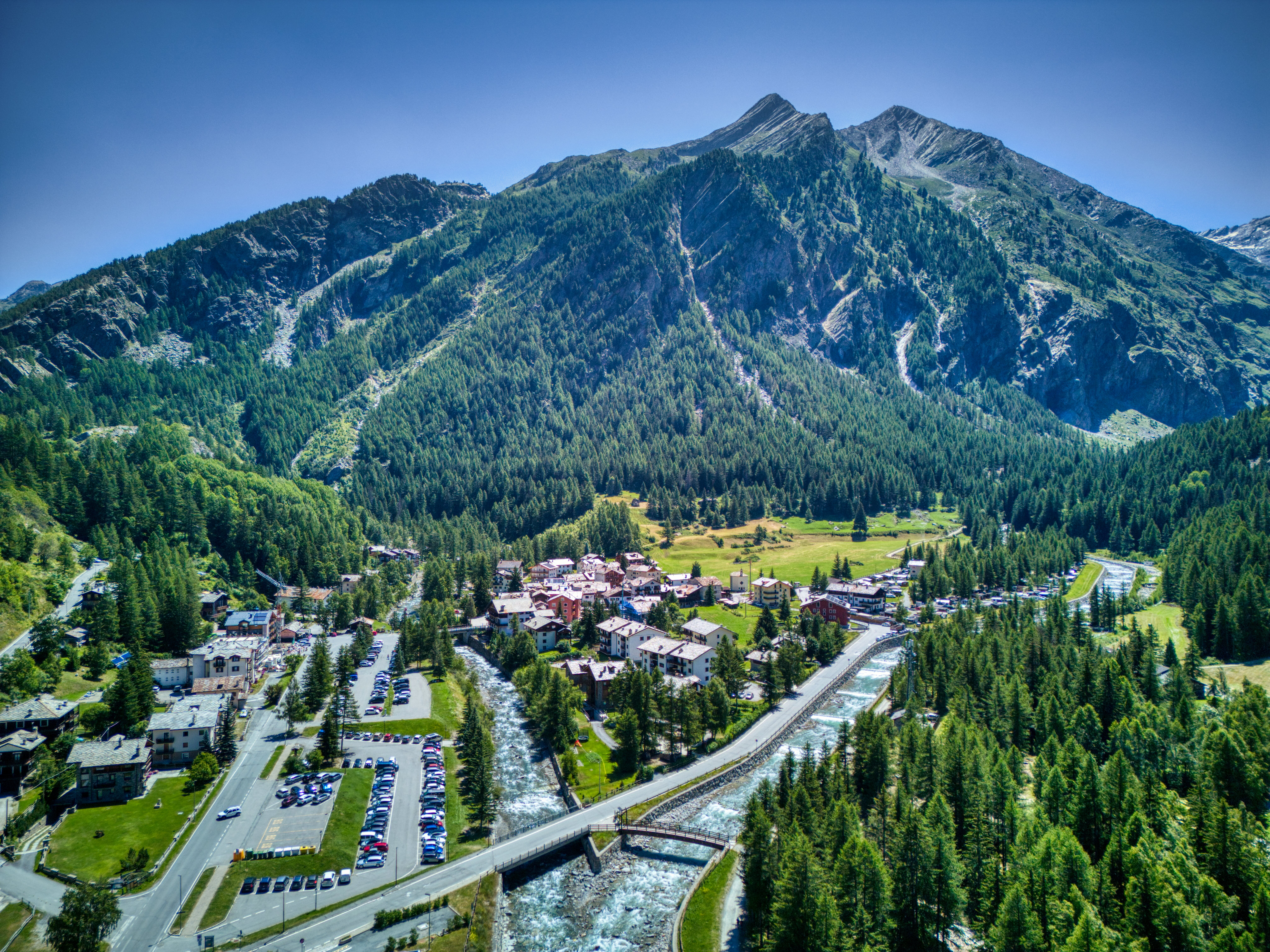
Lillaz
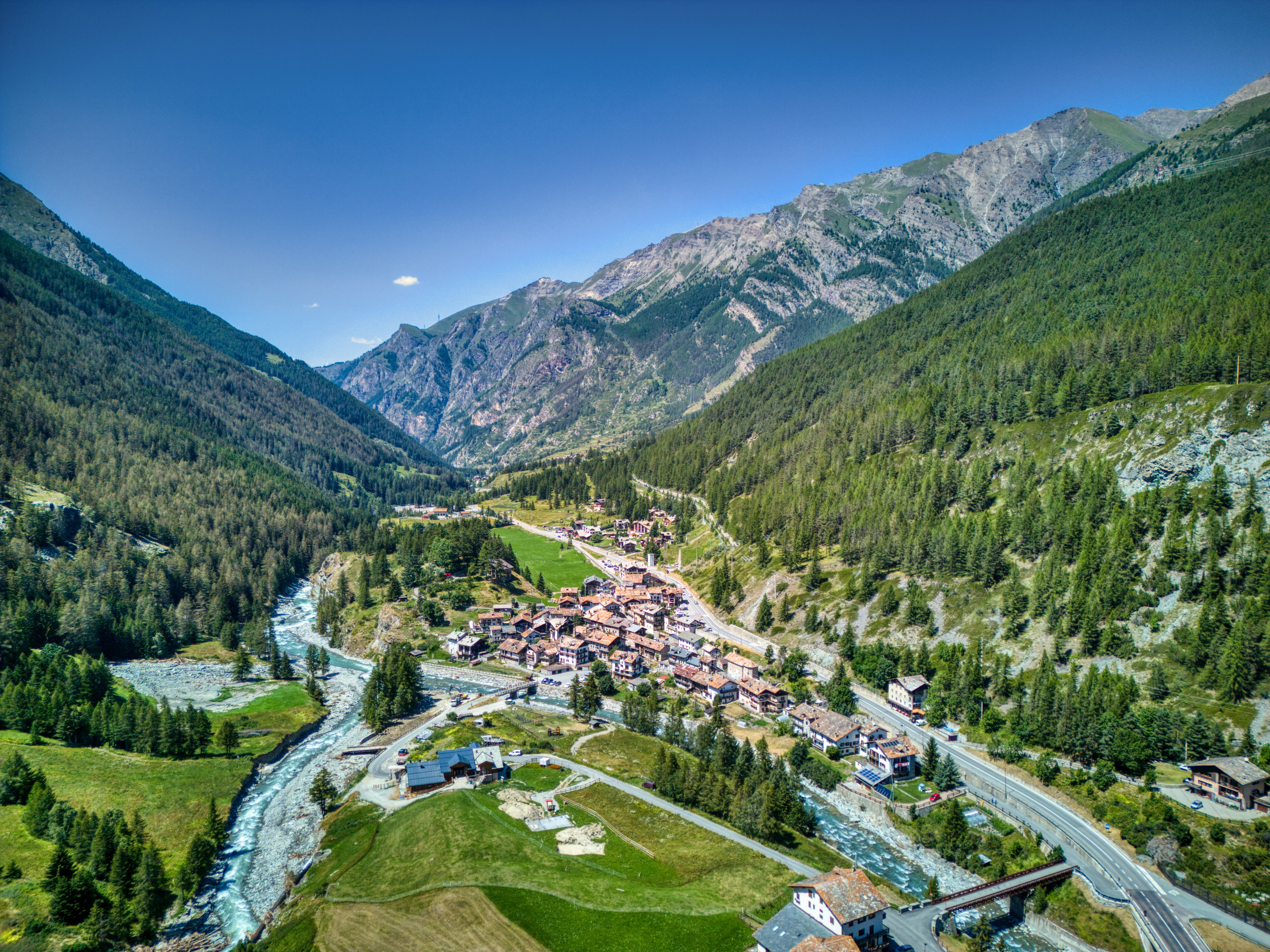
Crétaz
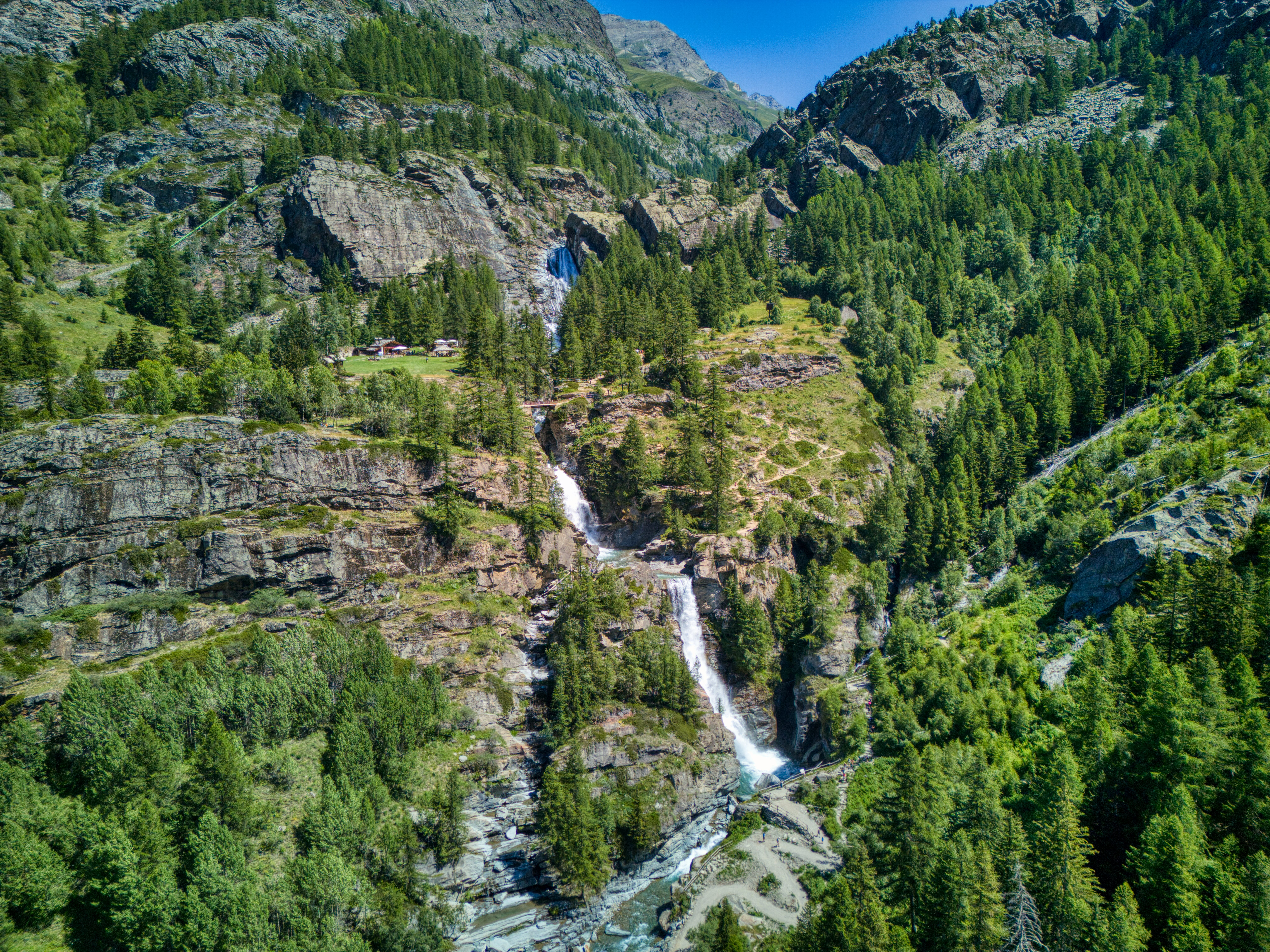
Le cascate di Lillaz
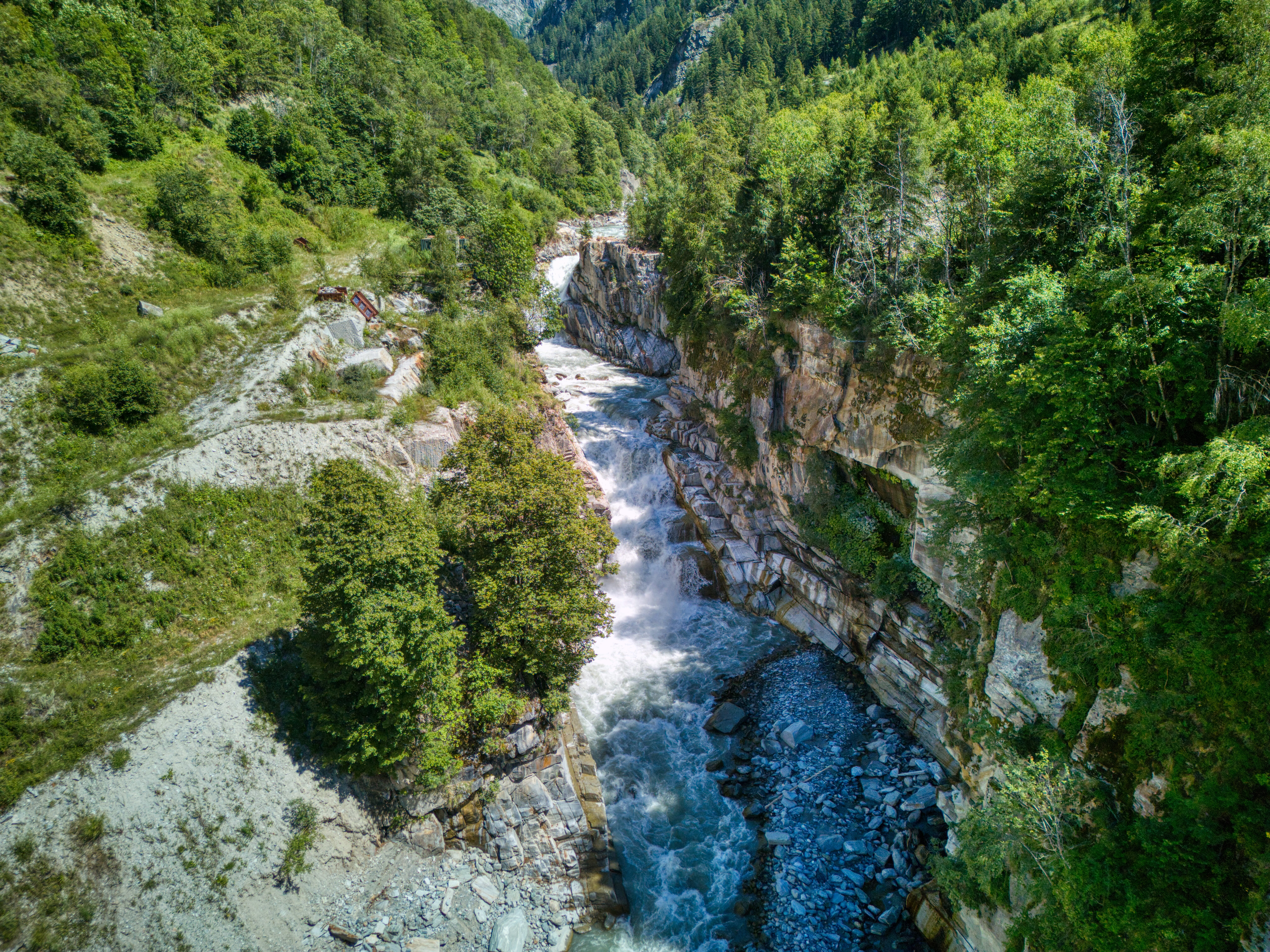
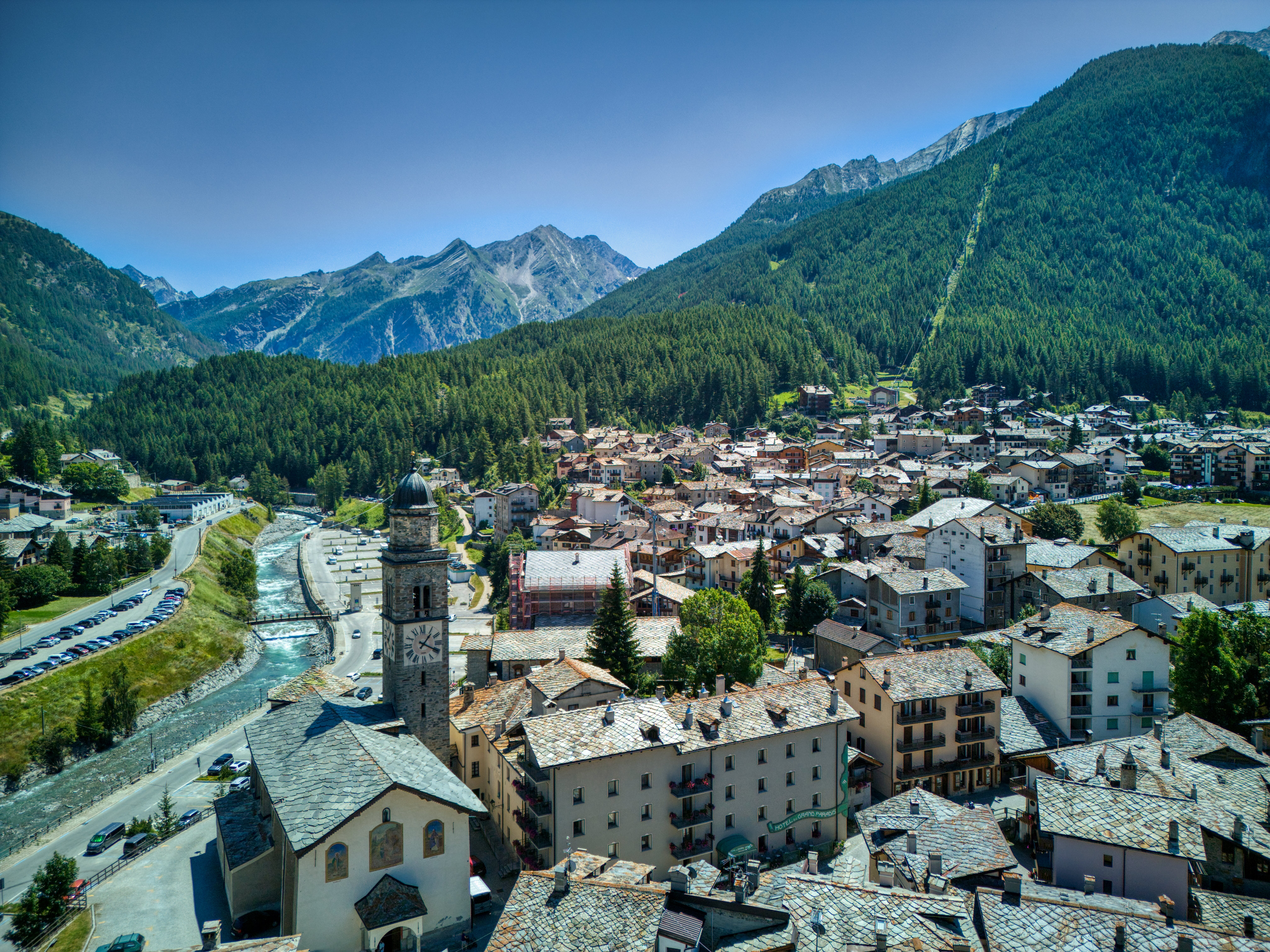
Cogne